# 高齢者向け優良賃貸住宅
高齢者向け優良賃貸住宅（こうれいしゃむけゆうりょうちんたいじゅうたく）は日本の住宅の類例。「高齢者の居住の安定確保に関する法律」に基づいて建築された高齢者向けの賃貸住宅を指す。略称「高優賃（こうゆうちん）」。
平成23年10月に制度が廃止され、後継として高齢者の居住の安定確保に関する法律によるサービス付き高齢者向け住宅の登録が開始された。ただし、一部自治体による家賃補助等の制度は、地域優良賃貸住宅制度として継続される。

## 概要
「高齢者の居住の安定確保に関する法律」に基づいて建築された賃貸住宅は、事業者がバリアフリー仕様や緊急通報装置の設置など一定の整備基準を満たしているのが最大の特徴である。
入居に当たっては、年齢（満60歳以上であること）などの制限がある。
住居を供給する事業者についても条件があり、例えば東京都の場合、事業者は各区市町村が行う高優賃の事業者の募集に応募し都知事の認定を受ける必要がある。認定された事業者は、整備費補助および家賃負担の軽減のための補助を国や自治体から受けられる。供給を推進するため、新築住宅に加えて既存の住宅のリフォームによる供給も行われている。

## 高齢者向け優良賃貸住宅供給助成事業
高齢者の居住の用に供する優良な賃貸住宅について、建設又は改良など整備に要する費用や家賃の減額に要する費用などに対する助成を行うなどにより、高齢者の安全で安定した居住の確保を図り、公共の福祉の増進に寄与することを目的とする事業。
東京都では平成11年度から区市町村事業として位置付け、事業に取り組む都内区市町村に対し助成事業を実施。
都の助成事業では入居者について収入制限を行っていた。
平成10年度に国が制度を創設したことを受け、平成13年度からは、13年8月に施行された高齢者の居住の安定確保に関する法律（平成13年法律第26号）により、以降はこれに基づいて実施している。
従来の要綱事業から法定事業として位置づけられたことから、税制優遇措置の対象ともなった。
この制度では、高齢者向け優良賃貸住宅の建設等をしようとする者は、まず供給計画を作成し知事の認定を受けなければならない。
主な認定要件は、高齢者向け優良賃貸住宅整備基準に適合すること、住宅の管理業務を、知事の定める基準に定める者が行うこと、入居者は公募すること、24時間の緊急時対応サービスを提供すること、の4つである。
入居者の資格としては、高齢者を60歳以上であるとし、入居者が単身者であるか同居者が配偶者もしくは高齢者であること、などいくつか定めがある。

## 国土交通省（旧建設省）の市街地のまちづくり活性事業
国土交通省（旧建設省）の市街地のまちづくり活性事業において、高齢者に対する住宅対策（住宅局住宅建設課所管）では、以下のものがある。
- シルバーハウジング・プロジェクト - 高齢者が自立して安全快適な生活を営むことが出来るよう市町村の地域高齢者住宅計画に基づき住宅施策、福祉施策のハード・ソフトの高齢者の生活特性に配慮した住宅の供給を厚生労働省と協力してモデル的に推進をおこなう
- 福祉型借上公共賃貸住宅制度
- シニア住宅供給推進事業 - 高齢者の生活特性に配慮した設備、仕様の採用、生活を支援する施設の設置、サービスの提供、終身年金保険の活用による入居時の一括支払い方式の採用など高齢者の住生活の安定、向上に資する特別措置を講じた住宅供給をおこなう